# Psi Eridani
Psi Eridani (ψ Eridani, förkortat Psi Eri, ψ Eri) som är stjärnans Bayerbeteckning, är en ensam stjärna belägen i den nordöstra delen av stjärnbilden Eridanus. Den har en kombinerad skenbar magnitud på 4,81 och är svagt synlig för blotta ögat där ljusföroreningar ej förekommer. Baserat på parallaxmätning inom Hipparcosuppdraget på ca 4,4 mas, beräknas den befinna sig på ett avstånd på ca 740 ljusår (ca 230 parsek) från solen.

## Egenskaper
Psi Eridani är en blå till vit stjärna i huvudserien av spektralklass B3 V eller B3 IV, vilket tyder på att den visar egenskaper hos både en huvudseriestjärna och en underjättestjärna. Houk och Swift (1999) klassificerade den som en mer utvecklad underjättestjärna. Den har en massa som är ca 7 gånger större än solens massa, en radie som är ca 4,5 gånger större än solens och utsänder från dess fotosfär ca 2 880 gånger mera energi än solen vid en effektiv temperatur på ca 18 700 K. 